# Deutzianthus tonkinensis
Deutzianthus tonkinensis е вид растение от семейство Млечкови (Euphorbiaceae). Видът е незастрашен от изчезване.

## Разпространение
Разпространен е в Китай и Виетнам.